# Perrin Beatty
Henry Perrin Beatty PC (* 1. Juni 1950 in Toronto, Ontario)  ist ein kanadischer Politiker der Progressiv-konservativen Partei (PC), der fast 21 Jahre lang Mitglied des Unterhauses war. Zwischen 1979 und 1980 war er Staatsminister im 21. kanadischen Kabinett von Premierminister Joe Clark. Später war er von 1984 bis 1993 Minister verschiedener Ressorts im 24. Kabinett Kanadas von Premierminister Brian Mulroney sowie zuletzt vom 25. Juni bis zum 3. November 1993 Außenminister sowie Minister für die Frankophonie im 25. Kabinett Kanadas von Premierministerin Kim Campbell.

## Leben

### Unterhausabgeordneter und Bundesminister im Kabinett Clark
Beatty war nach einem grundständigem Studium, das er mit einem Bachelor of Arts (B.A.) beendete, als Mitarbeiter im öffentlichen Dienst sowie als Unternehmer tätig.
Bei der Wahl vom 30. Oktober 1972 wurde Beatty als Kandidat der Progressiv-konservativen Partei erstmals zum Abgeordneten in das Unterhaus gewählt und vertrat dort zunächst den Wahlkreis Wellington-Grey-Dufferin-Waterloo beziehungsweise seit der Wahl vom 22. Mai 1979 den Wahlkreis Wellington--Dufferin--Simcoe. Bei der Wahl vom 21. November 1988 wurde er schließlich im Wahlkreis Wellington-Grey-Dufferin-Simcoe wieder zum Abgeordneten in das Unterhaus gewählt, verlor dieses Abgeordnetenmandat allerdings bereits bei der darauf folgenden Wahl vom 25. Oktober 1993, so dass er nach fast 21 Jahren Parlamentszugehörigkeit aus dem Unterhaus ausscheiden musste.
Zu Beginn seiner Parlamentszugehörigkeit war er vom 24. Oktober 1974 bis November 1975 Sprecher der PC-Fraktion für Aufgaben des Souveräns und später zwischen Dezember 1978 und Juni 1979 Sprecher der Opposition für Versorgung und Dienstleistungen. Am 4. Juni 1979 wurde er von Premierminister Joe Clark als Staatsminister mit der besonderen Verantwortung für den Schatzamtsausschuss in das 21. Kabinett Kanadas berufen, dem er bis zum Ende von Clarks Amtszeit am 2. März 1980 angehörte.

### Opposition sowie Bundesminister im Kabinett Mulroney
Nach der Wahlniederlage bei der Unterhauswahl vom 18. Februar 1980 fungierte Beatty zwischen 1980 und 1983 als kommunikationspolitischer Sprecher der PC-Fraktion sowie später von 1983 bis 1984 als Sprecher der Opposition für nationale Einkünfte. Zugleich war er vom 14. April 1980 bis zum 9. Juli 1984 Co-Vorsitzender des Gemeinsamen Ausschusses des kanadischen Parlaments für Regulierungen und anderen Geschäftsordnungsinstrumenten.
Nach dem Wahlsieg der Progressiv-konservativen Partei bei der Unterhauswahl vom 4. September 1984 wurde Beatty am 17. September 1984 von Premierminister Brian Mulroney zum Minister für nationale Einkünfte im 24. kanadischen Kabinett ernannt und übernahm im Anschluss nach einer Kabinettsumbildung am 20. August 1985 das Amt des Solicitor General von Kanada und damit als Chef-Rechtsberater der Regierung, ehe er nach einer neuerlichen Regierungsumbildung vom 30. Juni 1986 bis zum 29. Januar 1989 Minister für nationale Verteidigung war. Daneben bekleidete er vom 8. Dezember 1988 bis zum 29. Januar 1989 geschäftsführend auch wieder das Amt des Solicitor General. Während dieser Zeit war er vom 13. September bis zum 2. Dezember 1985 erst Vize-Vorsitzender sowie danach zwischen dem 3. Dezember 1985 und dem 3. Juli 1986 Vorsitzender des Kabinettsausschusses für Kommunikation sowie im Anschluss zwischen dem 3. Juli 1986 und dem 29. Januar 1989 Vize-Vorsitzender des Kabinettsausschusses für Außen- und Verteidigungspolitik.
Nach einer neuerlichen Umbildung des 24. Kabinetts durch Premierminister Mulroney übernahm Beatty am 30. Januar 1989 die Funktion als Minister für nationale Gesundheit und Wohlfahrt, die er bis zum 20. April 1991 bekleidete. Zugleich war er zwischen dem 30. Januar 1989 und dem 20. April 1991 auch Vorsitzender des Kabinettsausschusses für menschliche Ressourcen, Einkommensunterstützung und Gesundheit sowie zeitgleich Vize-Vorsitzender des Kabinettsausschusses für Umwelt. Darüber hinaus fungierte er vom 24. Januar bis zum 22. Februar 1990 als geschäftsführender Staatsminister mit der besonderen Verantwortung für Fitness und Amateursport.
Nachdem Mulroney abermals das 24. Kabinett umgebildet hatte, bekleidete Beatty zwischen dem 21. April 1991 und dem 24. Juni 1993 das Amt des Kommunikationsministers. Zeitgleich war er vom 21. April 1991 bis zum 3. Januar 1993 Vorsitzender des Kabinettsausschusses für Umwelt.

### Bundesminister im Kabinett Campbell, Manager und Hochschulkanzler
Beatty wurde schließlich von Mulroneys Nachfolgerin Kim Campbell, die als Premierministerin am 25. Juni 1993 das 25. kanadische Kabinett bildete, zum Außenminister sowie zum Minister mit der Verantwortung für die Frankophonie ernannt. Diese Ministerämter übte er bis zum Ende von Campbells Amtszeit am 3. November 1993 aus.
1995 wurde er Nachfolger von Anthony S. Manera als Präsident und Chief Executive Officer (CEO) der öffentlich-rechtlichen Rundfunkgesellschaft CBC/Radio-Canada und übte diese Funktion bis zu seiner Ablösung durch Robert Rabinovitch 1999 aus. Im Anschluss war er von August 1999 bis August 2007 Präsident und CEO des Industrie- und Exportverbandes CME (Canadian Manufacturers & Exporters) und ist seit August 2007 Präsident und CEO der Kanadischen Handelskammer.
Seit 2008 ist Beatty als Nachfolger von Lyn McLeod Kanzler des University of Ontario Institute of Technology. 2020 wurde ihm der mehrfarbige Orden der Aufgehenden Sonne am Band verliehen.

## Veröffentlichungen
- National defence and arms control: Canadian priorities that share a common logic and a similar purpose, in: Disarmament Bulletin, Winter 1986/Frühjahr 1987
- Gaining public support for greater defence efforts - a Herculean task, in: NATO Review, April 1988
- The White Paper - one year later, in: Aerospace and Defence Technology, Mai/Juni 1988
- ASEAN dialogue key to building transpacific community, in: Disarmament Bulletin, Herbst 1993
- The United Nations: the will to reform, in: 'Disarmament Bulletin', Herbst 1993.
- Canada in North America: isolation or integration?, in: The future of North American integration: beyond NAFTA, Herausgeber Peter Hakim und Robert E. Litan, Washington, D.C., The Brookings Institution Press, 2002
- New realities at the Canadian-American border, in: Canadian Parliamentary Review, Sommer 2002